# Trứng bác
Trứng bác hay còn gọi là trứng vụn, trứng chưng, trứng khuấy, trứng bắc, trứng xào (tiếng Anh: Scrambled eggs) là một món ăn được làm từ trứng (thường là trứng gà) được khuấy hoặc đánh với nhau trong chảo và được làm nóng nhẹ, thường có muối, bơ và đôi khi các thành phần khác.

## Sự chuẩn bị
Chỉ có trứng là cần thiết để làm món trứng bác, nhưng muối thường được sử dụng, và có thể thêm các thành phần khác như nước, sữa, bơ, hẹ, kem hoặc trong một số trường hợp là crème fraîche, kem chua hoặc pho mát bào. Hạt tiêu đen xay đôi khi được sử dụng như một thành phần. Những quả trứng bị nứt vào một bát với một chút muối và hạt tiêu, và hỗn hợp này được khuấy hoặc gạt: cách khác, những quả trứng bị nứt trực tiếp vào một chảo nóng hoặc chảo, và lòng trắng và lòng đỏ khuấy với nhau trong khi nấu. Kết quả nhất quán hơn và nhanh hơn nhiều nếu thêm một lượng nhỏ chất làm đặc như bột ngô, tinh bột khoai tây hoặc bột mì; điều này cho phép nấu ăn nhanh hơn nhiều và giảm nguy cơ quá chín, ngay cả khi sử dụng ít bơ hơn. Thêm sữa hoặc nước sẽ làm loãng hỗn hợp, làm giảm hương vị và khiến trứng nhanh khô hơn khi đun trên nhiệt độ cao vì có thể tách trứng.

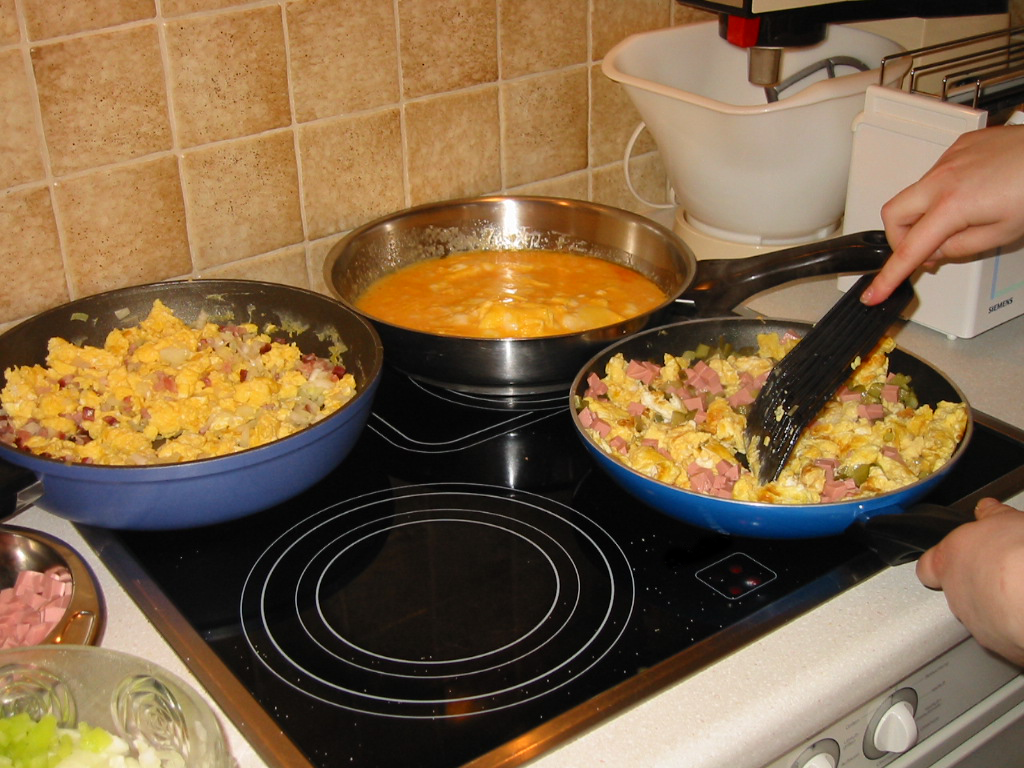
Chuẩn bị trong chảo

Có thể đổ hỗn hợp vào chảo nóng có chứa bơ hoặc dầu đun chảy, nơi nó bắt đầu đông lại. Vặn nhỏ lửa và khuấy trứng khi nấu. Điều này tạo ra những khối trứng nhỏ và mềm. Không giống như bánh kếp hay trứng tráng, trứng bác hầu như không bao giờ chuyển sang màu nâu. Nên dùng chảo mỏng để tránh bị thâm. Với việc khuấy liên tục và không để trứng dính vào chảo, bản thân trứng sẽ duy trì nhiệt độ chảo ở khoảng nhiệt độ sôi của nước, cho đến khi đông lại.
Khi chất lỏng đã gần hết, các thành phần bổ sung như giăm bông, thảo mộc, pho mát hoặc kem sữa  có thể được đun ở nhiệt độ thấp cho đến khi kết hợp. Trứng thường hơi chín khi lấy ra khỏi nhiệt, vì trứng sẽ tiếp tục đông cứng. Nếu bất kỳ chất lỏng thoát ra từ những quả trứng (syneresis), đây là một dấu hiệu của sự undercooking, overcooking hoặc thêm ẩm cao chưa nấu chín rau.

Trứng bác có thể được nấu trong lò vi sóng, và cũng có thể được chế biến bằng cách nấu sous-vide, mang lại kết cấu kem mịn truyền thống và chỉ cần thỉnh thoảng trộn trong khi nấu.  Một kỹ thuật khác để nấu trứng bác bằng kem là dùng ống dẫn hơi nước vào trứng với bơ thông qua một cây đũa hơi (như được tìm thấy trên máy pha cà phê espresso).

## Các biến tấu

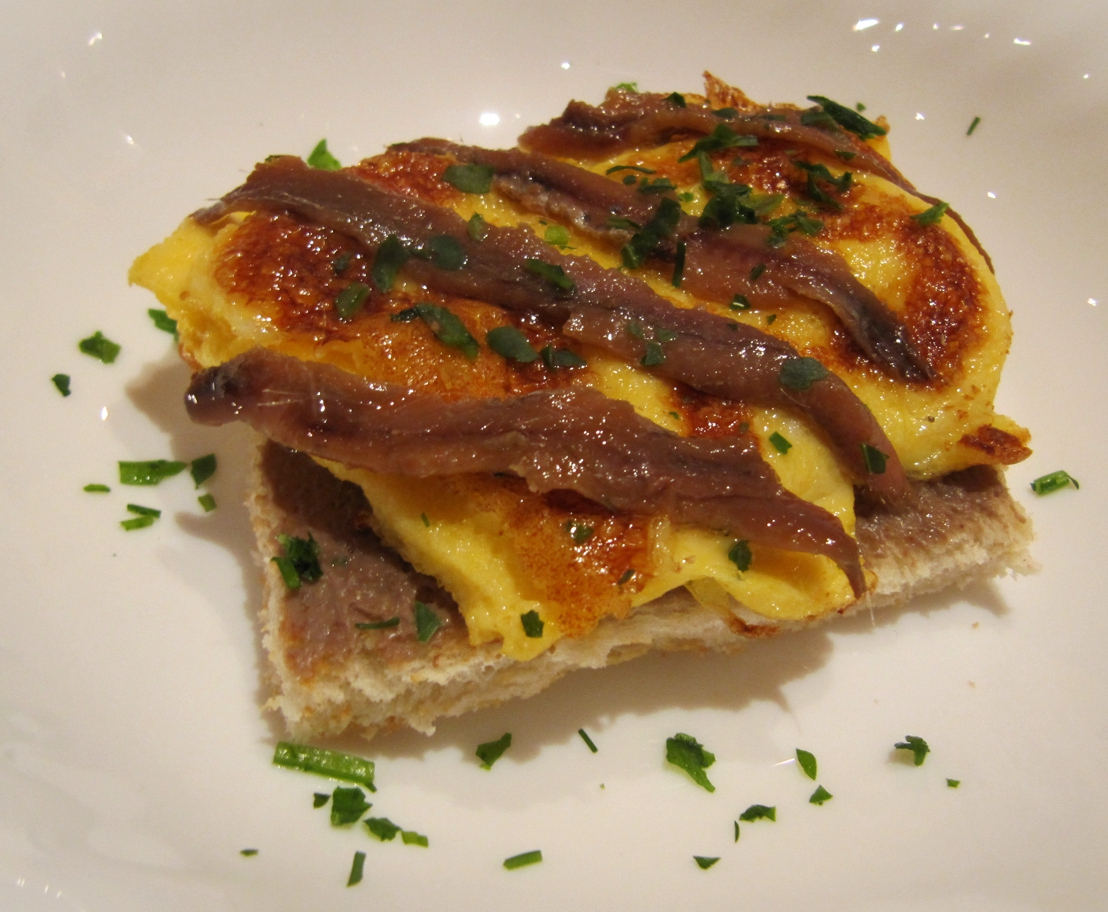
Scotch woodcock, một món ăn Anh gồm trứng bác và tương cá cơm trên bánh mì nướng

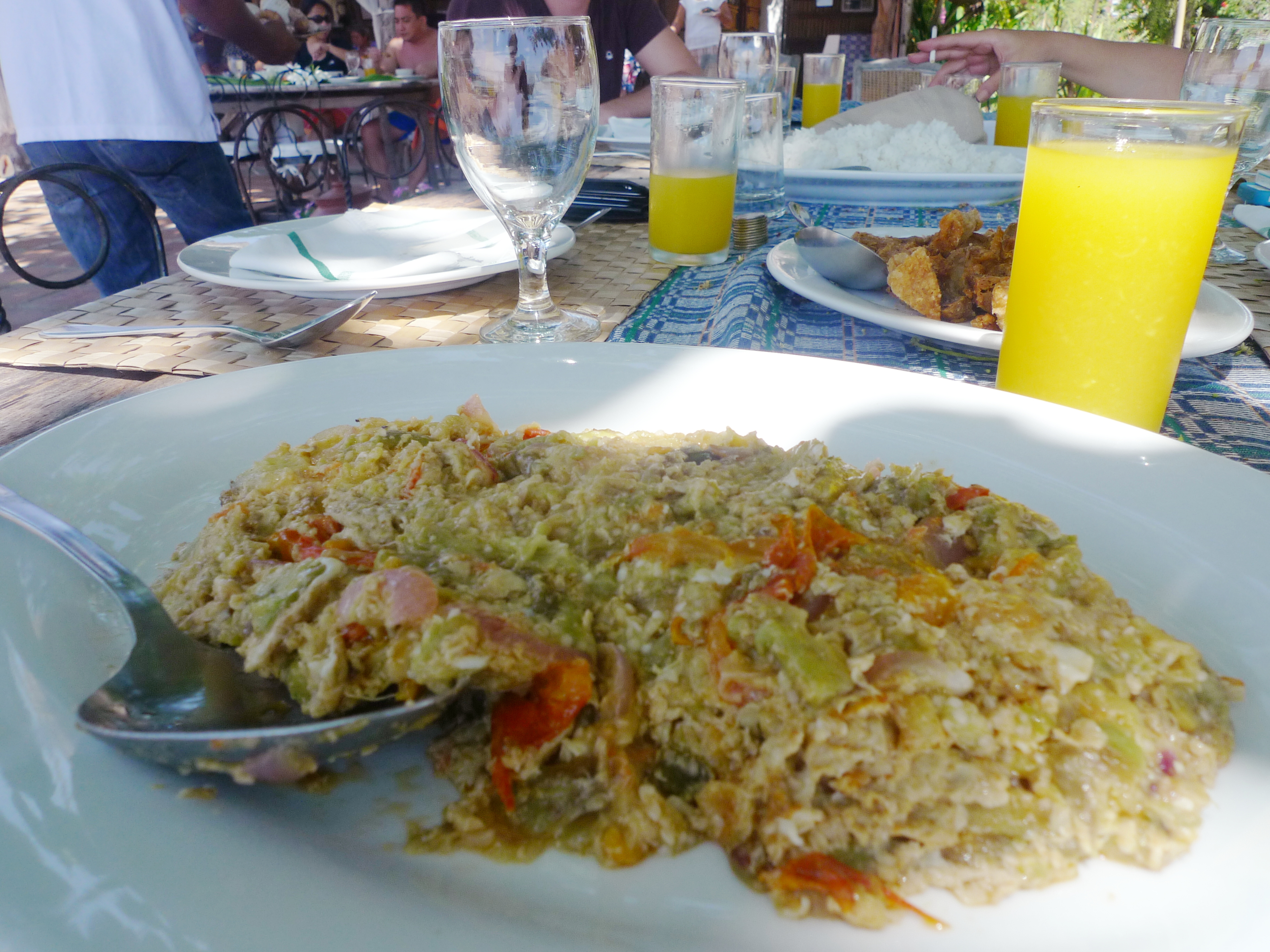
Poqui poqui, một món trứng bác với cà tím nướng, cà chua, hẹ tây và tỏi từ Philippines

- Theo kiểu Mỹ, trứng được múc vào giữa chảo khi chúng sẵn sàng, tạo ra những viên lớn hơn.
- Theo kiểu Anh, trứng bác được khuấy rất kỹ trong quá trình nấu để tạo ra một kết cấu mịn, mềm.[2]
- Trong phương pháp nấu ăn cổ điển của Pháp, Escoffier mô tả việc sử dụng lò hơi đôi [11]  làm nguồn gia nhiệt, không cần điều chỉnh như phương pháp gia nhiệt trực tiếp. Trứng được đặt trực tiếp vào nồi và trộn trong khi đun chứ không phải trước đó. Nấu theo phương pháp này giúp trứng không bị chuyển sang màu nâu khi đang chín và tạo ra những quả trứng bông xốp và có kem.  Phương pháp này đã được sử dụng trong "nhà bếp cổ điển cũ" và đảm bảo trứng luôn chín hoàn hảo; Tuy nhiên, nó tốn nhiều thời gian hơn so với phương pháp chảo hiện đại, mất đến 40 phút để đảm bảo chất lượng hoàn hảo.
- Buttered Eggs - một món ăn đặc trưng của Anh, thường được nhắc đến trong văn học thế kỷ 19 và đầu thế kỷ 20;[12] bơ bổ sung được đun chảy và khuấy vào hỗn hợp trứng trước khi nấu.[13]
- Trứng bhurji - một biến thể Ấn Độ của món trứng bác. Bổ sung bao gồm hành tây, ớt xanh, gừng băm nhỏ, bột nghệ và cà chua băm nhỏ. Rắc rau mùi thái nhỏ và ăn kèm với roti. Một biến thể khác của bhurji trứng là Parsi akuri.
- Món ăn được gọi là "trứng rán" ở Nigeria. Các quầy mai shai nấu trứng bác đến độ giòn.[14]
- Trứng rán - món trứng bác được làm từ thịt bò băm nhỏ được "lăn tăn" trong bơ trước khi cho trứng vào chảo và quết. Để tạo ra một biến thể có tên "Eggs a la Caracas", thịt bò được xào với cà chua, gia vị và pho mát bào.[15]
- Migas - một món ăn Tex-Mex (không nên nhầm lẫn với món ăn cùng tên của Iberia) bao gồm trứng bác được tăng cường với các dải bánh ngô, có thể thêm rau và thịt.
- Hành tây và trứng bác - một biến thể khác của món trứng bác được ăn ở Philippines. Hành tây được chiên trước sau đó đổ hỗn hợp trứng lên trên để nấu, hoặc hành tây trộn với hỗn hợp trứng rồi đổ lên chảo.
- Trứng vẹt ("Perico" trong tiếng Tây Ban Nha) là một món ăn trong ẩm thực Venezuela và ẩm thực Colombia được chế biến với trứng bác, bơ, hành tây thái hạt lựu xào và cà chua.[16] Pho mát trắng đôi khi cũng được sử dụng.[17]
- Poqui poqui - một món ăn Philippines bao gồm cà tím nướng xào tỏi, cà chua, hẹ tây và trứng bác.[18][19]
- Scotch woodcock - một biến thể của Anh của trứng bác, được phục vụ trên bánh mì nướng đã được phết với món Gentleman's Relish.[20]
- Trứng bác à l'arlésienne - với bí xanh (courgette) bột giấy và một tập trung tỏi hương vị cà chua fondue phục vụ trong bí xanh rỗng-out và rắc pho mát Parmesan.
- Trứng bác à l'américaine - với thịt xông khói áp chảo, trang trí với những lát thịt xông khói nướng và nửa quả cà chua nướng nhỏ.[21]
- Trứng bác với digüeñes - một biến thể từ ẩm thực Chile, trong đó trứng được chiên cùng với nấm bản địa Cyttaria espinosae, hoặc đôi khi là rau bina.[cần dẫn nguồn]
- Trứng bác với sucuk hoặc pastırma; tương ứng là sucuklu yumurta và pastırmalı yumurta - trứng bác được trộn với xúc xích bò Thổ Nhĩ Kỳ, hoặc thịt bò sấy khô. Nó được nấu trong sahan (một món ăn nông) với bơ hoặc dầu ô liu. Có thể thêm một ít cà chua. Ở Thổ Nhĩ Kỳ và Ai Cập, nó được ăn thường xuyên vào bữa sáng.
- Trứng bác đậu nành - trộn với nước tương và thường được ăn với cháo.
- Cà chua xào và trứng bác - món chính rất phổ biến ở Trung Quốc. Nó không tốn kém và nhanh chóng và dễ dàng chuẩn bị, và vì vậy là một yêu thích của thanh niên và sinh viên đại học.     Món này cũng được ăn ở Philippines.

## Phong cách phục vụ

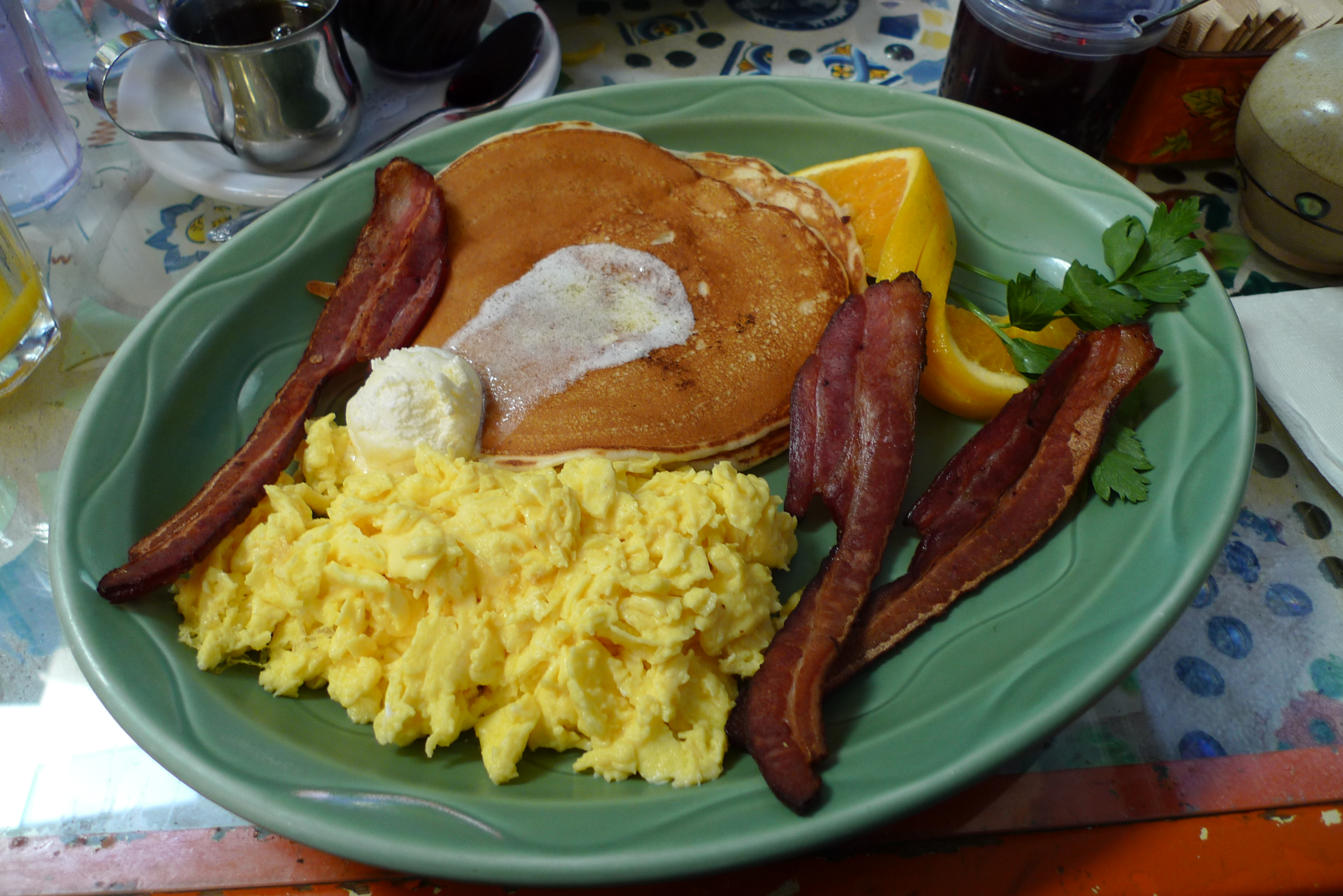
Trứng bác với thịt xông khói và bánh kếp

Ẩm thực Haute cổ điển yêu cầu phục vụ trứng bác trong một đĩa bạc sâu. Chúng cũng có thể được trình bày trong những chiếc bánh nhỏ được làm từ bánh mì hoặc bánh tartlet rỗng ruột. Khi ăn vào bữa sáng, trứng bác thường đi kèm với bánh mì nướng, thịt xông khói, cá hồi hun khói, bánh khoai tây bào chiên, ngô, bánh kếp, giăm bông hoặc xúc xích. Các loại gia vị phổ biến ăn kèm với trứng bác bao gồm tương cà, sốt nóng và sốt Worcestershire.